# Polimetilmetacrilat
|  | «metacrilat» redirigeix aquí. Vegeu-ne altres significats a «metacrilat de metil». |

El polimetilmetacrilat (PMMA) és un plàstic de tipus termoplàstic amorf. És més conegut sota el nom d'acrílic i es ven sota marques com Akrylon®, Altuglas®, Lucite®, Perspex®, Plazcryl®, Plexiglas®, Oroglas®, Polycasa Acryl® i Polycasa XT®.
El PMMA és un material resistent, altament transparent, amb una excel·lent resistència a la radiació ultraviolada i a les condicions en exterior. Pot ser acolorit, modelat, tallat i perforat. Aquestes propietats el fan ideal per a moltes aplicacions com, per exemple, els parabrises d'avió, claraboies, llums posteriors d'automòbils i cartells a l'aire lliure d'entre d'altres.
Igual que tots els plàstics, els acrílics són polímers. La paraula polímer és una combinació de les paraules gregues poly, que significa molts i mers, que significa una part. Un polímer, per tant, és un material compost de moltes molècules, o parts, unides entre si com una cadena. Els polímers poden tenir centenars o fins i tot milers, de molècules unides entre si.

## Obtenció
Els compostos acrílics tenen elevada tendència a polimeritzar; la reacció és tan exotèrmica que si es deixa progressar la polimerització sense impediments, pot degenerar en explosió. La seva obtenció es produeix bàsicament per polimerització en massa o en suspensió.
La polimerització en massa també és anomenada polimerització in situ, ja que aquesta es produeix sense dissolvents ni aigua, obtenint-se productes semifabricats, com planxes, blocs o tubs, sense necessitat d'emmotllar-los. El procés consisteix en l'addició d'iniciadors al monòmer pur o a un prepolímer de viscositat més gran. Aquests s'aboquen entre planxes o bandes metàl·liques i es deixa polimeritzar; en ser la reacció exotèrmica, cal eliminar la calor mitjançant refrigeració d'aigua o aire. Cal eliminar la calor de reacció per obtenir un polímer sense tensions internes; per aconseguir-ho, el procés de polimerització pot durar dies o setmanes. El PMMA obtingut per polimerització en massa presenta pesos moleculars elevats, de manera que no és possible fondre'ls sense que aquests es descomponguin.
Si es vol obtenir un polímer que fongui, cal addicionar iniciadors adients, aturant la reacció amb reguladors. En una polimerització en massa s'obté un producte isotròpic, lliure d'orientacions i que té propietats òptiques excel·lents.
En el cas d'una polimerització en suspensió s'obtenen mides de partícula molt uniformes en forma de perles, entre 0.1 i 0.5 mm. En aquest procés, l'evacuació de la calor és ràpida, ja que se cedeix directament a l'aigua. El polímer és llavors injectat o extruït com en la resta de termoplàstics.

## Conformació
El PMMA termoplàstic es conforma mitjançant extrusió, injecció, termoconformat, soldadura i enganxat. Es pot fondre i té elevada fluïdesa. Es realitzen altres processos especials, com l'orientació mono i biaxial de planxes per estiratge, per millorar les característiques mecàniques, com per exemple la resistència mecànica. Presenta estabilitat tant el color com en la lluentor. Les seves propietats mecàniques són considerables, i té un comportament rígid a temperatura ambient. Té notables propietats com a aïllant. En canvi, té una baixa resistència a l'impacte i és sensible a la calor. L'enganxat dona bons resultats i és possible amb dissolvents purs, monòmers o en presència de cloroform, o emprant PMMA dissolt en dissolvents.
S'ha d'evitar el contacte del PMMA amb PVC plastificat, gomes i silicones aïllants, ja que poden fissures per estrès. El PMMA pot ser decorat amb pintura, vernís, metal·lització i sobreimpressió amb materials i processat compatibles.

## Mètodes espectromètrics

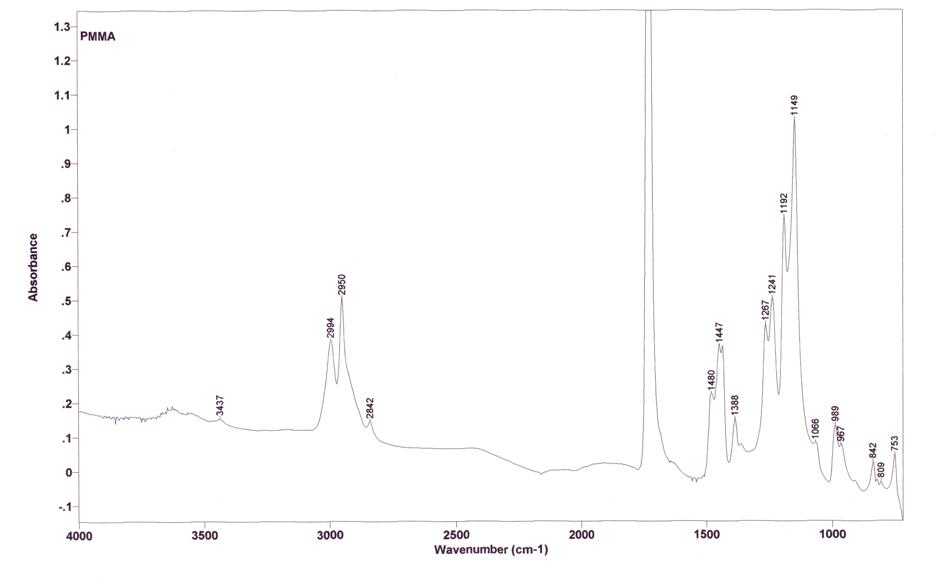
Mètodes espectromètrics

L'espectre d'IR s'ha realitzat a partir de mesures d'absorbància. Els senyals que corresponen a les vibracions a 2994, 2950 i 2842 cm-1 pertanyen al stretching del C-H sp3.
A aproximadament 1700 cm-1 hi ha el pic intens corresponent al stretching del grup carbonil del polímer.
A 1480 cm-1 i 1447 cm-1 apareixen dos bandes que pertanyen al bending asimètric del CH3, i aquestes coincideixen amb els bendings del grup CH2. El pic que surt a 1388 cm-1 pertany al bending simètric del CH3.
Les bandes que corresponen a 1267 i 1241cm-1 per una banda, i les que corresponen a 1192 i 1149 cm-1 per l'altre, pertanyen als stretchings simètrics del C-O en forma de doblets: el de més intensitat pertany a l'stretching asimètric mentre que el simètric surt a menor intensitat.
Entre 1066 cm-1 i 809 cm-1, surten una sèrie de bandes que pertanyen a les vibracions de l'esquelet del CH3, i la que apareix a 753 cm-1 pertany a la vibració de l'esquelet del CH2.

## Propietats[2][3]

### Propietats generals
Densitat: 
1.16 - 1.22 g/cm³
Preu: 
1.67 - 1.84 €/kg

### Propietats mecàniques
Mòdul elàstic: 
2.24 - 3.8 GPa 
Coeficient de Poisson: 
0.384 - 0.403 
Resistència mecànica a compressió: 
72.4 - 131 MPa
Resistència mecànica a tracció: 
8.3 - 79.6 MPa
Tenacitat a fractura (KIc): 
0.7 - 1.6 MPa•m1/2
Comportament a tracció: 
Allargament (%): 2 - 10% (Temperatura ambient)	
Duresa:
Vikers: 16.1 - 21.9 HV (Temperatura ambient)
Observacions: 
Les propietats mecàniques són bones sempre que la temperatura no sigui molt alta.

### Propietats elèctriques
Resistivitat especifica: 
> 1012 ohm•m (Temperatura ambient)
Constant dielèctrica: 
3.2 - 3.4 (Temperatura ambient)
Observacions: 
És un bon aïllant elèctric fins i tot en ambients humits.

### Propietats tèrmiques
Temperatura de Transició vítria: 
84.9 - (-165) °C (Temperatura ambient)
Coeficient de dilatació tèrmica lineal: 
Coeficient d'expansió lineal: 50•10-6 - 90•10-6 1/°C (Temperatura ambient)
Conductivitat tèrmica: 
0.0837 - 0.251 W/m•K (Temperatura ambient)
Capacitat calorífica específica: 
1.49e3 - 1.61e3 J/kg•K (Temperatura ambient)
Observacions: 
És un bon aïllant tèrmic.

### Propietats òptiques
Índex de refracció: 
1.49 - 1.56
Observacions: 
Es tracta d'un material transparent de qualitat òptica. L'exposició a ambients exteriors no afecta a les seves propietats òptiques.

### Propietats tecnològiques
Temperatura mínima d'utilització: 
(-123) - (-73.2) °C
Temperatura màxima d'utilització: 
41.9 - 56.9 °C
Mecanització: 
Mitjà.
Soldabilitat: 
És un polímer altament soldable.

### Propietats químiques
Resistència als àcids: 
Té bona resistència als àcids febles i baixa als forts.
Resistència als àlcalis: 
Té molt bona resistència als àlcalis forts i febles.
Resistència als dissolvents orgànics: 
Té una resistència pobre als dissolvents orgànics, com èsters, èters, cetones, aldehids, hidrocarburs halogenats i aromàtics, alguns alcohols, agents oxidants i fenols.
Absorció d'aigua: 
L'absorció d'aigua és força baixa.
Resistència a l'oxigen: 
La seva resistència front a l'oxidació a 500 °C és molt alta.
Resistència a l'ozó: 
Té bona resistència a diferents condicions climàtiques.
Observacions: 
Té molt bona resistència a l'aigua, tant dolça com salada. Es tracta d'un material inflamable; al cremar els components acrílics gotegen. La seva resistència a la radiació UV és molt alta. L'exposició a la humitat crea poques alteracions.

## Reciclatge
El PMMA és un material reciclable, ja que es tracta d'un polímer termoplàstic.

## Aplicacions[4][5]
AUTOMOBILISME I TRANSPORT:
El PMMA s'utilitza, principalment, en vehicles per a fabricar el recobriment de les llums d'aquests. Proporcionen excel·lent claredat òptica, transmissió de llum i precisió de color. Són fàcils de processar i crear superfícies dures que resisteixen l'exposició contínua al desgast.
MOBILIARI I DISSENY:
Els productes de làmines d'acrílic s'utilitzen per a marcs de fotos, emmagatzematge ocasional, estovalles i altres robes de la casa, o per a elements de la cuina com salers i pebrers, enciameres i servidors i fins i tot peces d'escacs.
IL·LUMINACIÓ:
LÀMPADES:
La seva transparència i brillantor incomparables, fan del PMMA un material indispensable per a aplicacions òptiques i tècniques. L'opció il·limitada de colors ofereix un calidoscopi de colors i crea una il·luminació suau i agradable en combinació amb difusors de llum.
CLARABOIA:
Els productes de PMMA inclouen característiques acríliques reflectores: un component innovador distribuït uniformement en el full de guix, el que redueix de manera efectiva la calor transmès normalment a través de les finestres i claraboies. Els beneficis inclouen menors costos d'energia, menor impacte ambiental i l'estètica agradable.
SALUT:
DIAGNÒSTICS:
L'excel·lent transparència i la claredat òptica, la resistència UV i duresa superficial, juntament amb una bona resistència química fan dels polímers acrílics, els ideals per a la fabricació de material mèdic d'un sol ús.
MÈDIC:
Les resines acríliques són utilitzats pels líders mundials en el camp de ciment ossi on el bon i consistent rendiment és molt important.
SANITARI:
El PMMA s'utilitza en una àmplia gamma d'aplicacions com ara jacuzzis i banys de vapor en els balnearis i centres de benestar. És durador i fàcil de netejar, que és perfecte per a aquest tipus d'aplicacions.
COMUNICACIÓ VISUAL:
Els elements transparents il·luminats són crucials per la comunicació visual, ja que la il·luminació transmet el missatge amb més força. El PMMA pot ser dissenyat de forma individual, i és treballat i modelat per la calor en qualsevol forma desitjada. És extremadament robust i resistent a la intempèrie. Aquesta combinació de propietats sempre ha estat valorat, i ha donat lloc als objectes de la transparència i l'atractiu sense igual.